# Pleșcuța
Pleșcuța è un comune della Romania di 1 281 abitanti, ubicato nel distretto di Arad, nella regione storica della Transilvania.
Il comune è formato dall'unione di 7 villaggi: Aciuța, Budești, Dumbrava, Gura Văii, Pleșcuța, Rostoci, Tălagiu.
I principali monumenti del comune sono il castello del villaggio di Aciuţa, costruito nel XVIII secolo in stile neoclassico, e la chiesa dell'Ascensione (Înălțarea Domnului), nel villaggio di Budești, costruita interamente in legno nel 1772, con decorazioni pittoriche realizzate nel 1860.